# Parafia św. Józefa i św. Judy Tadeusza w Rumi
Parafia pw. św. Józefa i św. Judy Tadeusza w Rumi – rzymskokatolicka parafia usytuowana w rumskiej dzielnicy Zagórze przy ulicy Podgórnej. Wchodzi w skład dekanatu Reda, który należy do archidiecezji gdańskiej.

## Proboszczowie
- 1986–2024: ks. prał. Tadeusz Gut[1]
- od 1 VII 2024: ks. hm. mgr Robert Mogiełka[2][3][4]
  - diecezjalny duszpasterz harcerzy[5][6] od 17 VI 2002